# Casimiro Torres
Casimiro Luis Torres Valdes (ur. 4 marca 1905, zm. 17 listopada 1977) – chilijski piłkarz grający na pozycji pomocnika. Mierzył 161 centymetrów, ważył 70 kilogramów.
Podczas kariery zawodniczej reprezentował barwy Evertonu (Viña del Mar).
Był w składzie reprezentacji Chile na mistrzostwach świata 1930. Na mundialu rozgrywanym na stadionach Urugwaju wystąpił w obu meczach grupowych Chile z reprezentacją Argentyny oraz z reprezentacją Francji.